# Valle de Cuelgamuros

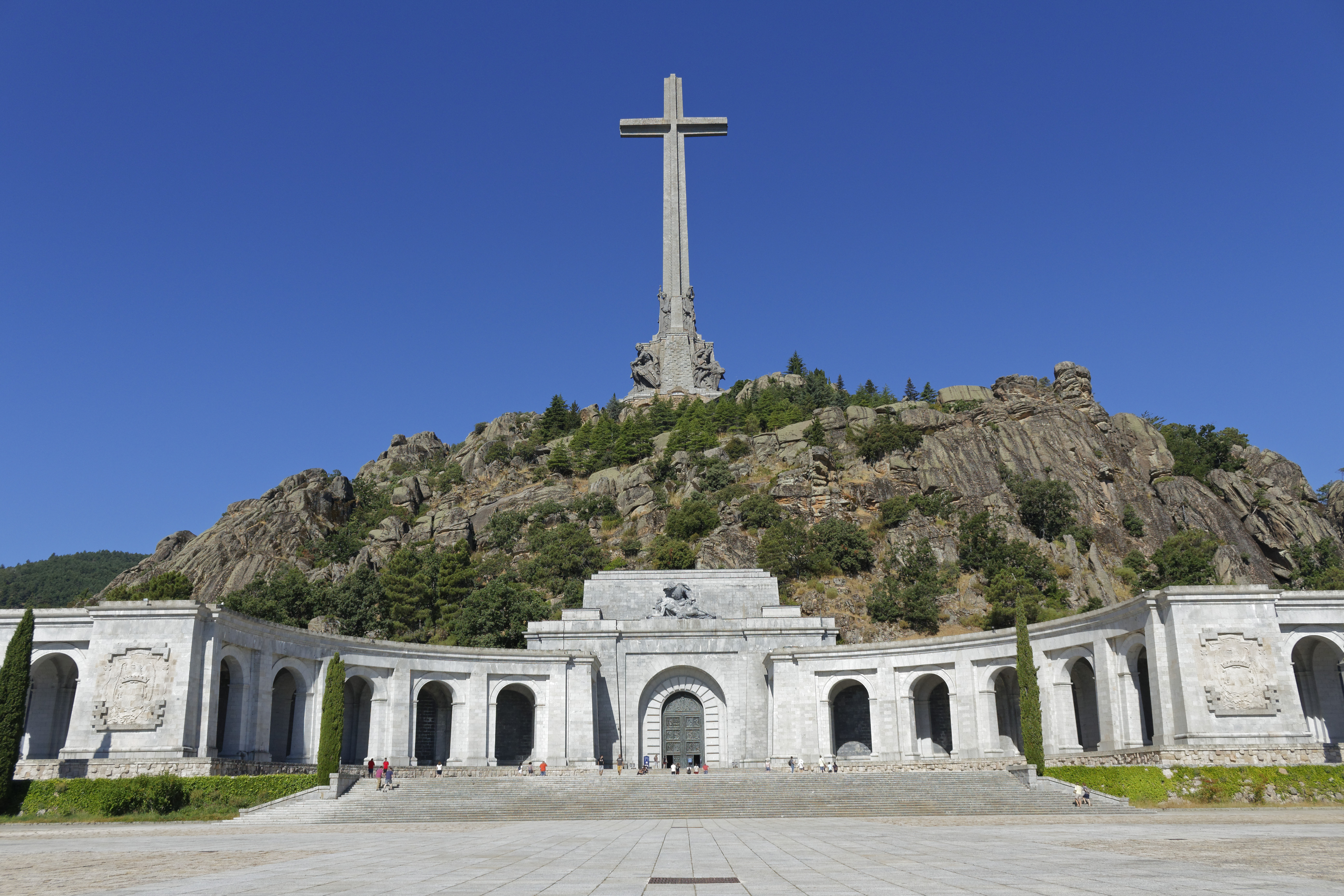
Het kruis met op de voorgrond de esplanade

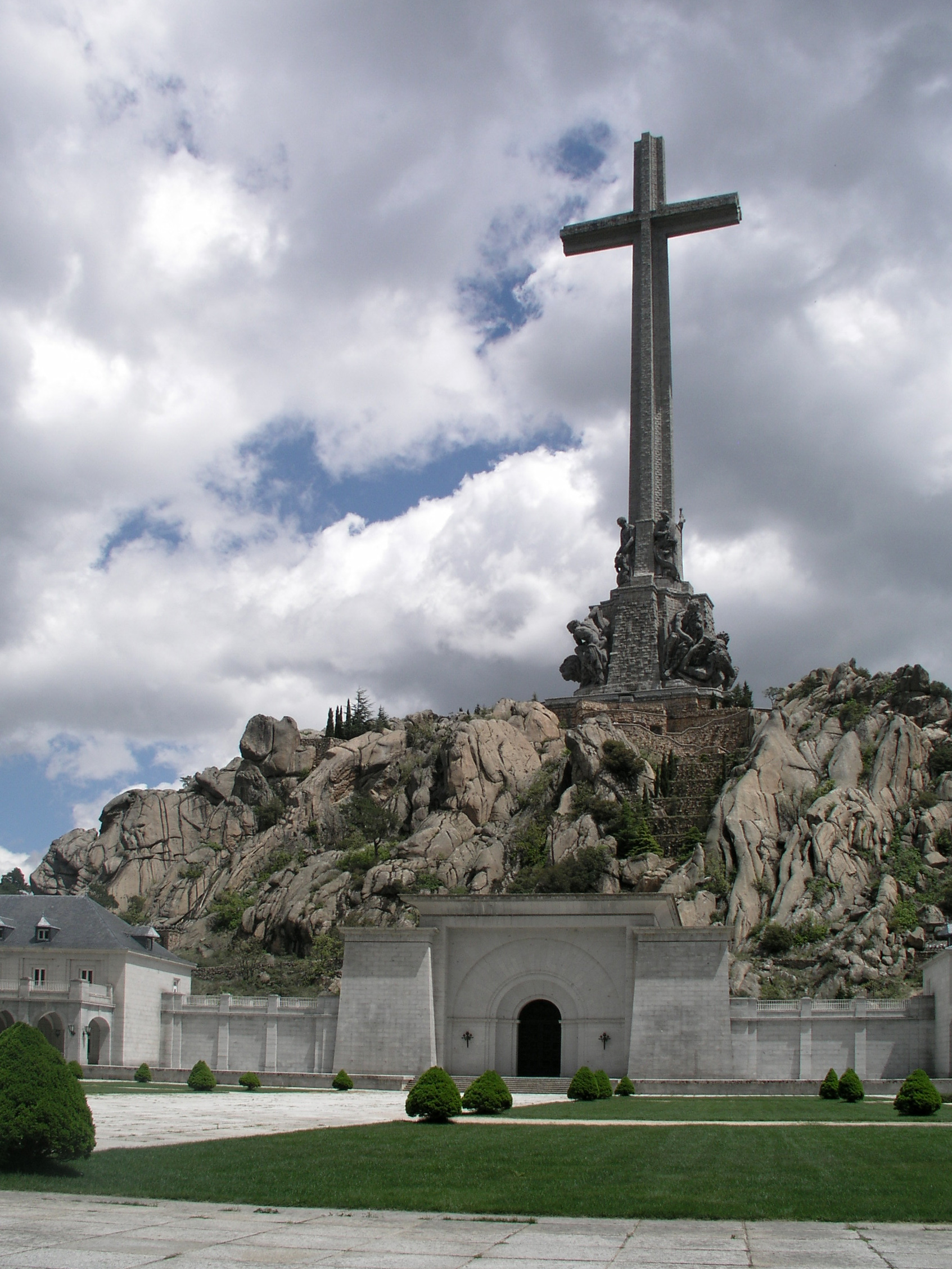
Noordzijde van het kruis, gezien vanaf de zijde met de benedictijnenabdij

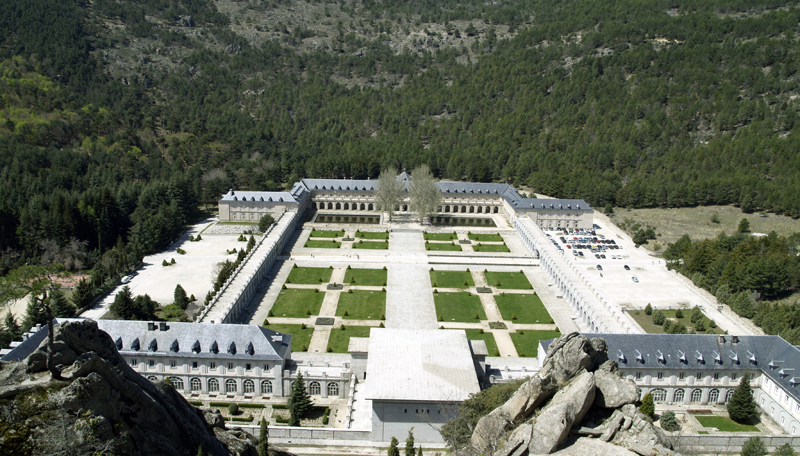
De benedictijnenabdij

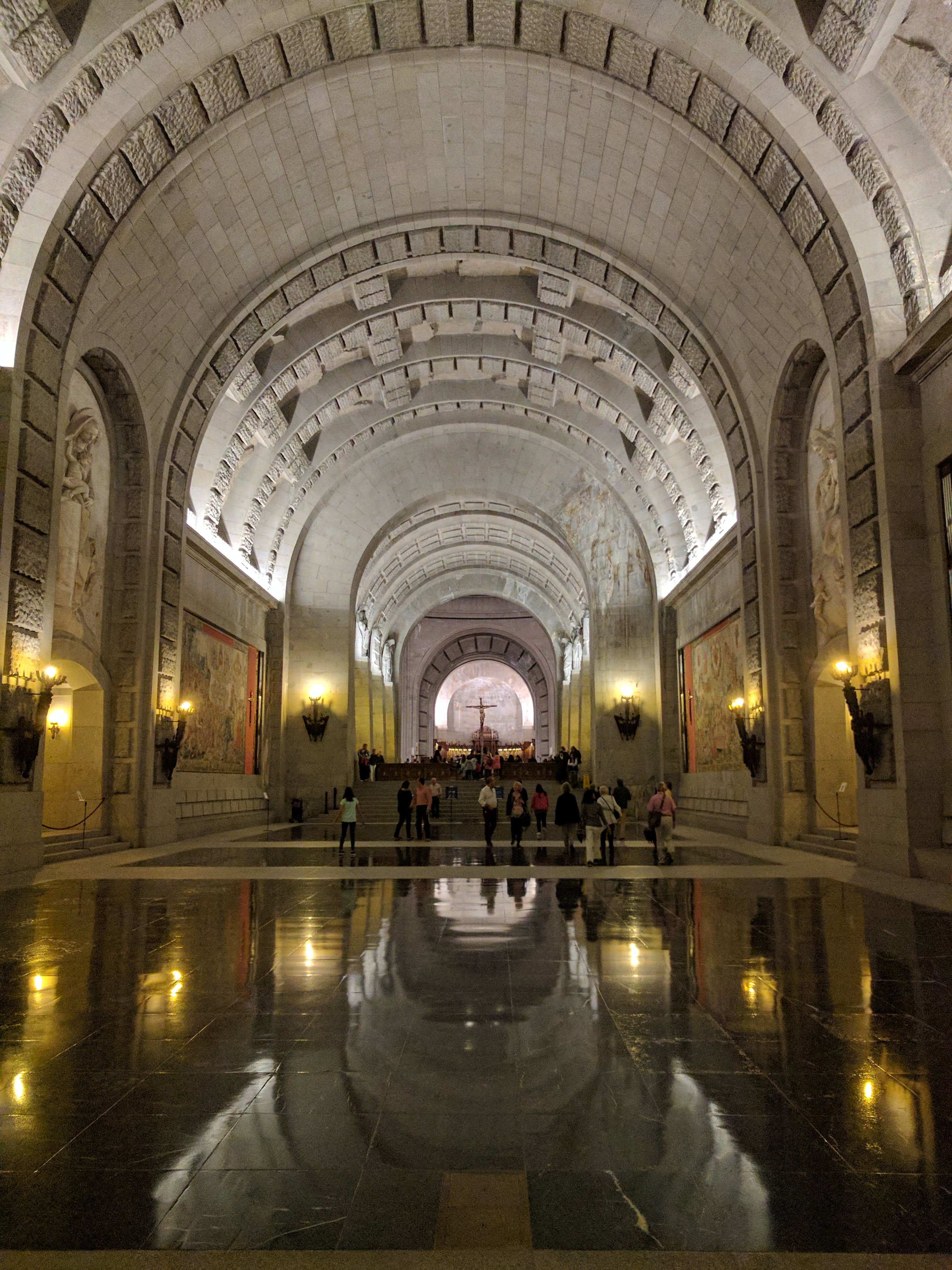
Interieur van de basiliek

De Valle de Cuelgamuros, tot 2022 bekend als "Valle de los Caídos" (Vallei der Gevallenen) is een Spaans oorlogsmonument. Het bevindt zich circa 40 kilometer ten noorden van de Madrid, op het grondgebied van de gemeente San Lorenzo de El Escorial.

## Geschiedenis
In 1940, een jaar na het einde van de Spaanse Burgeroorlog (1936-1939), besloot de junta onder leiding van dictator Franco tot de oprichting van een monument ter ere van de slachtoffers van deze oorlog. Er werd gekozen voor grond in een natuurlijke vallei ten noorden van Madrid in de nabijheid van de Sierra de Guadarrama. De streek, die natuurlijke rotsen bezit, is gekend voor zijn fauna en flora. In de rotsen werd een gigantische gebedsruimte uitgehouwen, in totaal 260 meter lang en 22 meter breed. 200.000 ton graniet werd uitgehakt en met dynamiet opgeblazen om deze ruimte te creëren. Ook werd een gebouwencomplex uitgewerkt onder een monumentaal kruis. Na de voltooiing werden er 46.000 mensen begraven, ook republikeinen voor zover kon aangetoond worden dat ze katholiek waren. In 1941 werd met de bouw begonnen; het geheel kwam gereed in 1959.
De omstandigheden van de bouw, het inzetten van dwangarbeiders en hun aantal, de arbeidsomstandigheden voor de gevangenen, het aantal verongelukte arbeiders blijven tot op heden een hevig strijdpunt. De meeste publicaties zijn sterk ideologisch gekleurd en de getallen lopen sterk uiteen, afhankelijk van het kamp van de schrijver of commentator.
De Ley de Memoria Histórica uit 2007 beslist dat alle monumenten en straatnamen ter ere van prominenten uit de tijd van de dictatuur uit het straatbeeld worden verwijderd en zit met dit monument voor het nationaalkatholicisme in de maag. Enerzijds wil de wet ertoe bijdragen dat de honderdduizenden doden die overal in anonieme massagraven begraven liggen geïnventariseerd en geïdentificeerd worden en anderzijds wil ze afrekenen met dit pijnlijke verleden. In tegenstelling tot andere dictaturen (nazi-Duitsland, Argentinië, Zuid-Afrika) was er in Spanje nooit een Commissie van de Waarheid opgericht om de misdaden van het regime te beschrijven. In 2022 besloot parlement om de naam ter veranderen in Valle de Cuelgamuros, de oude naam van de vallei.

## Beschrijving van het monument
Voor de kerk bevindt zich een promenade; de toegang wordt gevormd door een zuilengalerij met erboven in het midden een uit zwarte steen gebeeldhouwde piëta. Deze galerij is het enige gedeelte dat buiten de rotsen werd opgetrokken.
Een bronzen deur opent de toegang tot de ondergrondse crypte-kerk. Op deze deur zijn de apostelen en de mysteries van de rozenkrans afgebeeld. In het timpaan wordt de wederkomst van Christus voorgesteld. De bezoeker komt eerst in een ruimte met een boekhandel/souvenirwinkel en de Beveiliging.
Via enkele voorhallen van verschillende afmetingen en niveaus komt men in het schip van de kerk. In een eerste hal hangt een plaat met de inscriptie: “Francisco Franco, Caudillo d'España, patroon en oprichter, heeft dit monument geïnaugureerd op 1 april 1959. Johannes XXIII heeft het op 7 april 1960 geconsacreerd.” Van paus Johannes XXIII kreeg de crypte de naam van basiliek.
De toegang tot de volgende hal gaat via een ijzeren hekwerk waarop engelen en heiligen zijn afgebeeld. Imponerend is het centraal geplaatste beeld van Santiago Matamores: Sint Jakob de Morendoder. In het schip hangen kopieën van zestiende-eeuwse Brusselse wandtapijten (8,70m × 5,30m) met voorstellingen van de Apocalyps naar het ontwerp van Michiel Coxie. Gietijzeren toortsen verspreiden een kil licht. Tussen de bogen is het graniet van de berg, dat als natuurlijk plafond dient, zichtbaar. Deze bogen lopen door naar beneden als de afscheiding tussen de wandtapijten en verschillende Maria-altaren. Boven het hoofdaltaar bevindt zich een 42 meter hoge koepel versierd met een mozaïek waarop voorgesteld Christus in majesteit aanbeden door engelen, heiligen en helden.
Vóór het hoofdaltaar lag José Antonio Primo de Rivera, de oprichter van de Falange, de Spaanse fascistische partij, begraven. Hij werd op 20 november 1936 in de gevangenis van Alicante geëxecuteerd. In april 1950 werd zijn lichaam hier bijgezet. Op 24 april 2023, zijn verjaardag, werden zijn stoffelijke resten overgebracht naar Madrid.
In de woorden van de toenmalige militaire regering moest het een monument voor alle gevallen strijders van de Burgeroorlog worden. Daarom liggen er ook republikeinse slachtoffers begraven, achter onopvallende deurtjes in de zijkapellen.
Boven op de rots – boven de kerkruimte – werd een enorm kruis opgericht. De rots zelf steekt ongeveer 150 meter boven de kerk uit. Het kruis is ook nog eens 150 meter hoog. Aan de voet van het kruis bevinden zich de vier evangelisten; ze zijn elk 11 meter groot. Erboven zijn de vier kardinale deugden afgebeeld: voorzichtigheid, rechtvaardigheid, dapperheid en matigheid .
Aan de andere zijde van de rots werd een benedictijnenabdij opgetrokken. De kloosterlingen staan in voor de verzorging van de eredienst.

## Betekenis
Als symbool blijft het Santa Cruz del Valle de los Caídos een ongemakkelijk bouwwerk voor Spanje. Het herinnert aan de burgeroorlog, het fascisme en aan het nationaalkatholicisme en de sterke binding tussen katholieke Kerk en de dictatuur.
De geschiedkundige duiding blijft controversieel over diverse kwesties, zoals de omstandigheden, het aantal republikeinse dwangarbeiders en het aantal doden bij arbeidsongevallen bij de bouw. Het definitieve historisch-wetenschappelijke oordeel is nog niet geveld, maar cijfers schommelen rond de meerdere tienduizenden. Zo zouden er 20.000 republikeinse dwangarbeiders geweest zijn volgens de éne bron (getal zonder de 'gewone' gevangenen) en tot 27.000 republikeinse doden gevallen zijn volgens een andere bron.
In de basiliek van de Valle de los Caídos had het graf van Franco een prominente plaats. Elk jaar, op 20 november, de sterfdatum van zowel Franco, als José Antonio Primo de Rivera, kwamen verschillende fascistische en rechts-nationalistische groeperingen naar de Valle de los Caídos om de dictator te eren. José Antonio Primo de Rivera, zoon van dictator Miguel Primo de Rivera, lag ook op een prominente plaats begraven. Zijn graf werd op 24 april 2023 geopend waarna hij werd herbegraven op de San Isidro-begraafplaats in Madrid. De datum werd door zijn familie gekozen: exact 120 jaar na zijn geboorte.
Een andere reden waarom het bouwwerk zo controversieel is, is omdat er duizenden republikeinse gevallenen werden begraven om het mausoleum te vullen. De dictatuur liet daarvoor anonieme massagraven en persoonlijke graven leeghalen zonder de goedkeuring van de familieleden. Tot op de dag van vandaag strijden nabestaanden van republikeinen ervoor om de resten van hun familieleden uit dit bouwwerk te krijgen, voor hen een verheerlijking van het fascisme. De Spaanse overheid heeft evenwel nog steeds geen actie ondernomen. In april 2018 verkregen meerdere families toestemming via de rechter.

## Graf van Franco

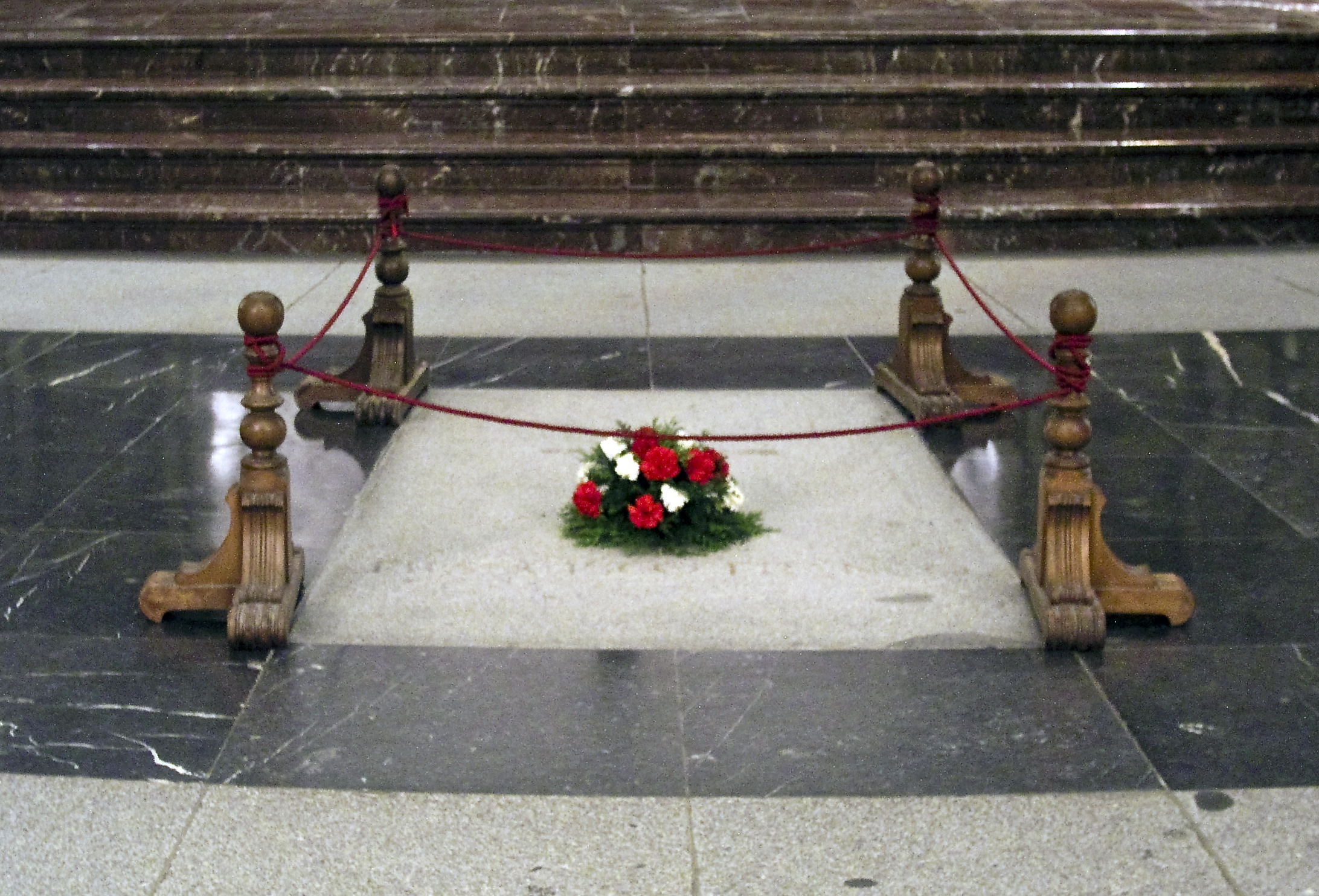
Voormalig graf van dictator Francisco Franco

Achter het altaar bevond zich vanaf 23 november 1975 tot 24 oktober 2019 het graf van de militaire dictator Francisco Franco, die stierf op 20 november 1975. Hij lag hier alleen begraven zonder zijn echtgenote, Carmen. Op 24 september 2019 besliste het Spaanse hooggerechtshof dat Franco mocht worden weggehaald. Hiermee loste premier Pedro Sánchez zijn verkiezingsbelofte in. Franco is herbegraven op de begraafplaats van Mingorrubio nabij Madrid, waar ook zijn vrouw haar laatste rustplaats vond. Nabestaanden van Franco hebben lange tijd geprobeerd dit tegen te houden.  